# Jiří Kolář

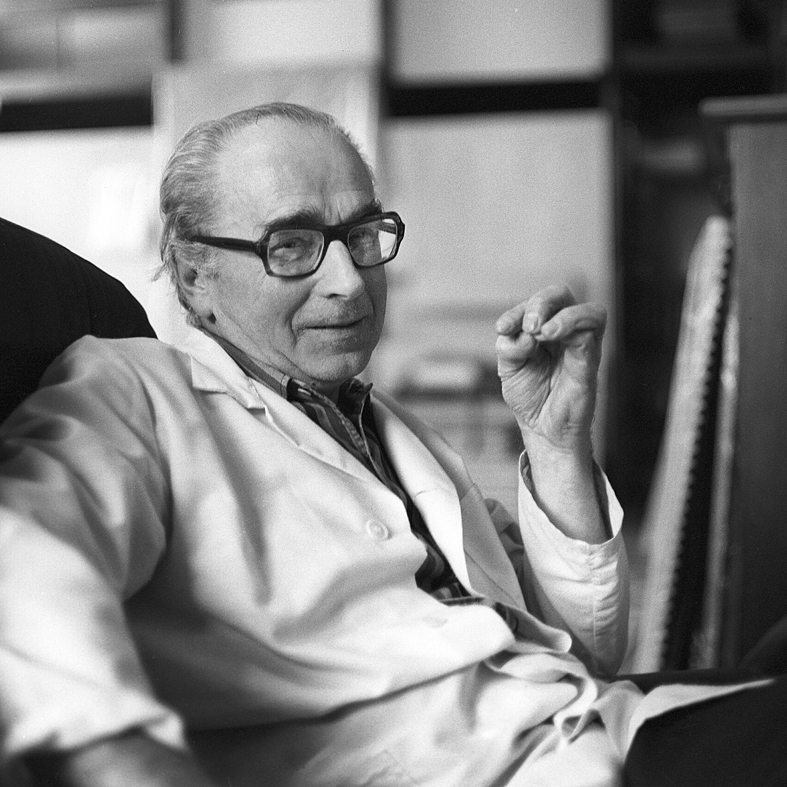
Jiří Kolář 1979
foto Hana Hamplová

Jiří Kolář (ur. 24 września 1914 w Protivínie, zm. 11 sierpnia 2002 w Pradze) – poeta, dramaturg, teoretyk, tłumacz i plastyk czeski.

## Życiorys
Urodził się w rodzinie piekarza i szwaczki. Jeszcze jako dziecko przeniósł się z Protivína do przemysłowego Kladna. Po ukończeniu szkoły podstawowej i trzyletniej tzw. szkoły miejskiej wyuczył się stolarki. Pracował w różnych zawodach, był pomocnikiem murarskim, ładowaczem, stróżem, betoniarzem, cieślą, pielęgniarzem. Potem przyjaciele-artyści pomogli mu uzyskać pracę kelnera. Z czasem dzięki swej dociekliwości, wrażliwości i otwartości, rozległym i różnorodnym lekturom, kontaktom z wybitnymi twórcami i teoretykami zdobył głęboką wiedzę i kulturę. Szczególnie interesował się najnowszymi zjawiskami artystycznymi. 
W 1934 pod wpływem poetyzmu, futuryzmu i surrealizmu zaczął pisać wiersze i tworzyć kolaże. W 1942 został jednym z założycieli stowarzyszenia twórczego Skupina 42 (Grupa 42) istniejącego do 1948. W 1945 przeniósł się do Pragi i został redaktorem w spółdzielni wydawniczej Dílo. W lutym 1949 zawarł związek małżeński (żona, Běla, jest artystą-fotografikiem i plastykiem). Wkrótce poświęcił się wyłącznie pracy twórczej, stracił zresztą miejsce w wydawnictwie (1950). W okresie stalinowskim więziony (1953). Po 1970 nie mógł w ojczyźnie publikować ani wystawiać. Od 1979 przebywał poza Czechosłowacją, najpierw w Berlinie Zachodnim, potem w Paryżu. Otrzymał obywatelstwo francuskie. Od początku lat osiemdziesiątych wydawał poświęcony sztuce czeskiej kwartalnik „Revue K”, wychodzący w czeskiej i francuskiej wersji językowej. W 1997 zdecydował się wrócić do Pragi. 

## Twórczość literacka
Jako poeta debiutował w kwartalniku „U-Blok” (1938). W roku 1941 wydał pod patronatem Františka Halasa tom wierszy Křestný list (Świadectwo chrztu). Ogłosił zbiory poetyckie: Limb a jiné básně (1945, Przedpiekle i inne wiersze), Sedm kantát (1945, Siedem kantat), Ódy a variace (1946, Ody i wariacje), Dny v roce (1948, Dni w roku). Później logika jego rozwoju artystycznego w świadomości odbiorców naruszona została przez zakazy druku i interwencje cenzuralne. W 1966 ukazał się Vršovický Ezop (Vrszovicki Ezop), książka zawierająca wybór z powstałych wcześniej, ale nie wydanych wtedy zbiorków erná lyra (Czarna lira), Návod k upotřebení (Sposób użycia), Marsyas (Marsjasz), Z pozůstalosti pana A. (Ze spuścizny pana A.), Vršovický Ezop i Česká suita (Suita czeska). Poeta wydał również wierszowane traktaty o poezji Mistr Sun o básnickém umění (1957, Mistrz Sun o sztuce poetyckiej) i Nový Epiktet (1968, Nowy Epiktet), odwołując się klasycznych utworów sprzed wieków – chińskiej rozprawy o sztuce prowadzenia wojny oraz rozprawy filozoficznej Epikteta. Skład eksperymentalnego tomu poezji wizualnych Básně ticha (Wiersze ciszy) w 1970 rozrzucono. W latach 1958–1961, powstały dwa dramaty Kolářa, Chleb náš vezdejší (Chleb nasz powszedni, w przekładzie niemieckim wydany w 1956, oryginał 1991) i Mor v Athénách (Mór w Atenach, wyd. 1965), utwory bliskie teatrowi absurdu, zarazem eksperymenty z formą kolażu w dziele scenicznym. Na emigracji ukazały się: prozatorsko-poetycki dziennik z 1949 Očitý svědek (1983, nakład wyd. czechosłowackiego w 1969 zniszczony, Naoczny świadek), również prozatorsko-poetycka książka Prométheova játra (1985, powst. 1950. nakład wyd. czechosłowackiego w 1970 zniszczony, Wątroba Prometeusza) i prozatorskie Odpovědi (1984, wyd. samizdatowe 1975, Odpowiedzi). Dopiero w opublikowanych w Czechach dziełach zebranych (1992-2000) pisarza pojawiają się po raz pierwszy niektóre jego starsze utwory, nawet całe książki. W 2009 opubllikowano jego juwenilia, poetycko-prozatorskie tomy Rudý havran (powstał w 1936, Czerwony kruk, z podtytułem „powieść-metafora”) oraz Nový Don Quijote (popwstał w latach 1934-1938, Nowy Don Kichot). Elementy skupionego na powszednim dniu współczesnego człowieka, naznaczonego wpływami egzystencjalizmu programu Grupy 42 przeplatają się w dziele Kolářa z inspiracjami światowej awangardy i neoawangardy. Od 1959 twórca zmierza w kierunku poezji konkretnej. Wydany w 1969 Návod k upotřebení (Sposób użycia, zbiorek ten jest inną książką niż tak samo zatytułowany tom powstały w połowie lat pięćdziesiątych i częściowo opublikowany we Vrszovickim Ezopie) zawiera skierowane do odbiorcy swego rodzaje scenariusze happeningów, zdarzeń parateatralnych czy nowych rytuałów, nie jest to już więc poezja słowa ani poezja obrazu, ale w poezja działania. 
Dla utworów Kolářa charakterystyczne są gwałtowne zderzanie ze sobą przeciwieństw, wykorzystywanie techniki montażu „gotowych”, wziętych z rzeczywistości tekstów, metoda wariacji, zamiłowanie do konkretu, forma dziennika, postawa świadka, zobowiązanego dać wierną (postulat mówienia prawdy jest dla Kolářa absolutnie pierwszoplanowy) relację o rzeczywistości. Poeta nieufnie bada możliwości języka, poddaje go nieubłaganej krytyce, by wreszcie od niego odejść. Brutalny i drastyczny charakter niektórych utworów, mających wstrząsnąć odbiorcą, zdradza zacięcie moralistyczne. Do inspiracji dziełem. radami i osobowością Kolářa przyznawało się wielu wybitnych twórców, m.in. Bohumil Hrabal. Krytyka i historia literatury widzi obecnie w Kolářu poetę o znaczeniu kluczowym dla rozwoju dwudziestowiecznego piśmiennictwa czeskiego.

## Działalność translatorska
Kolář przekładał na czeski z kilku języków, często we współpracy z innymi tłumaczami. W jego dorobku znajdują się dzieła takich pisarzy, jak Walt Whitman, Edgar Lee Masters, Carl Sandburg, T.S. Eliot, Saint-John Perse, Christian Morgenstern, Samuel Beckett i Edward Albee.

## Twórczość plastyczna
W 1937 w praskim teatrze D 37 odbyła się pierwsza jego wystawa. Wystąpił tam jako „J. Kolář (stolarz – Kladno)” i zaprezentował dwanaście kolaży zdradzających wpływy surrealistyczne.
Ponownie zaczął wystawiać na początku lat sześćdziesiątych. Od 1964 był członkiem grupy Křižovatka. Od roku 1968 dużo wystawiał za granicą. Największą wystawę swych prac miał w Muzeum Guggenheima w Nowym Jorku (1975). Znany jest na całym świecie ze swych obiektów i kolaży, częściowo tworzonych wymyślonymi przez siebie technikami, o których pisał w wydawanym w różnych wersjach językowych Słowniku metod (wyd. czeskie: Slovník metod, Praha 1999). Do czeskich sal wystawowych tryumfalnie powrócił po aksamitnej rewolucji.
Tworząc kolaże, uważał, że nadal pozostaje poetą.

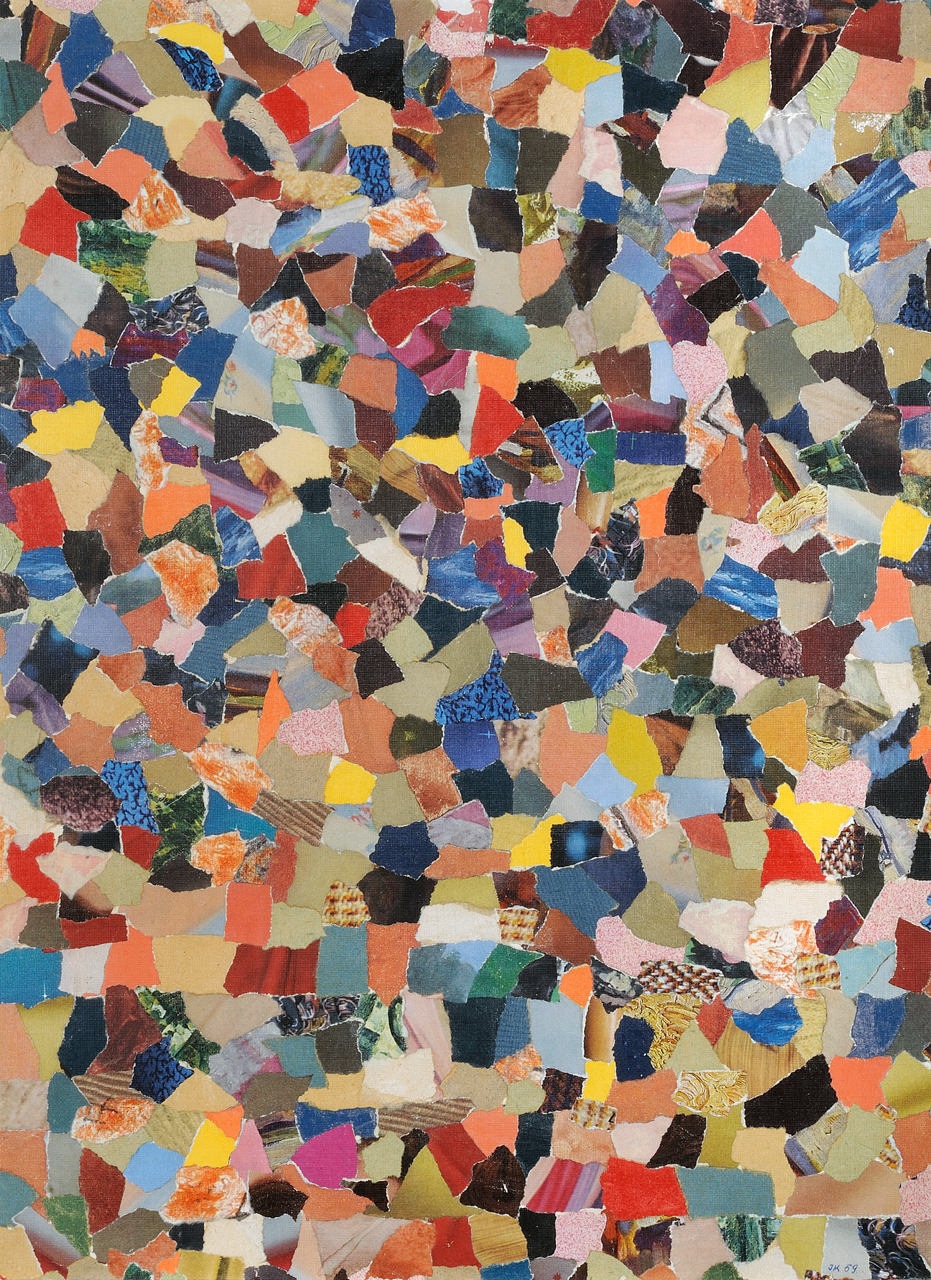
Jiří Kolář, In full sunlight (1959), collage
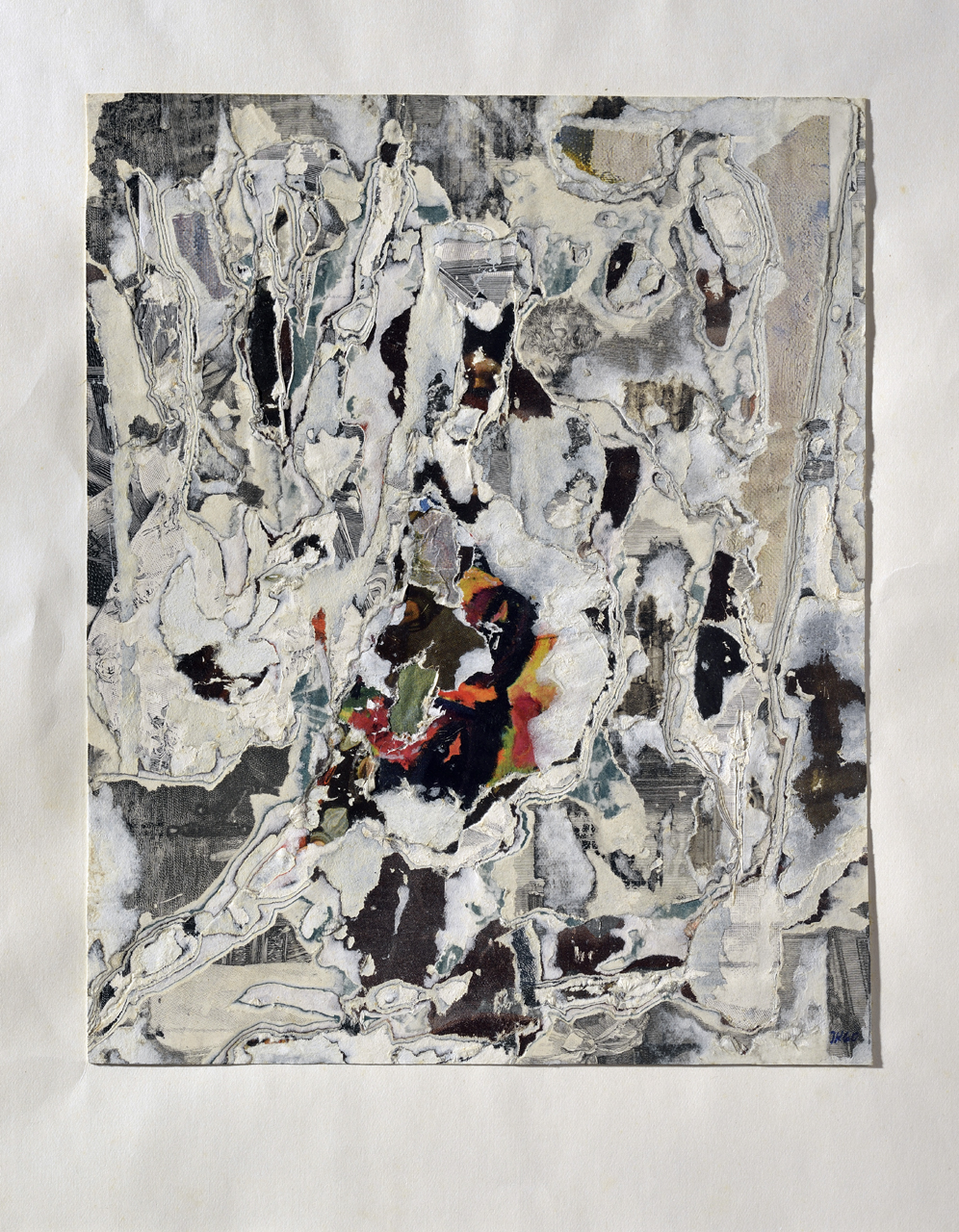
Jiří Kolář, Cast down face (1960), stratifie
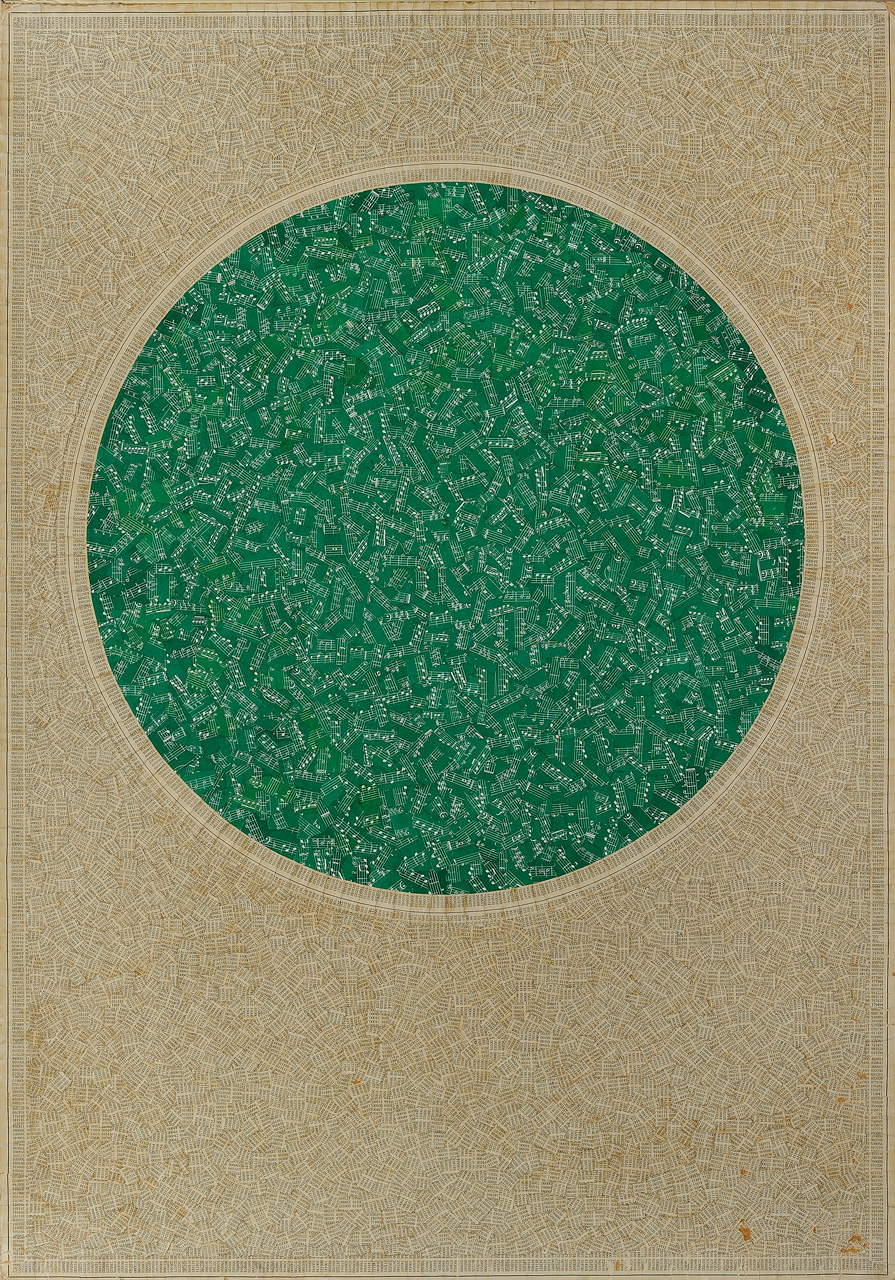
Jiří Kolář, Musical Circle (1965), embossed chiasmage
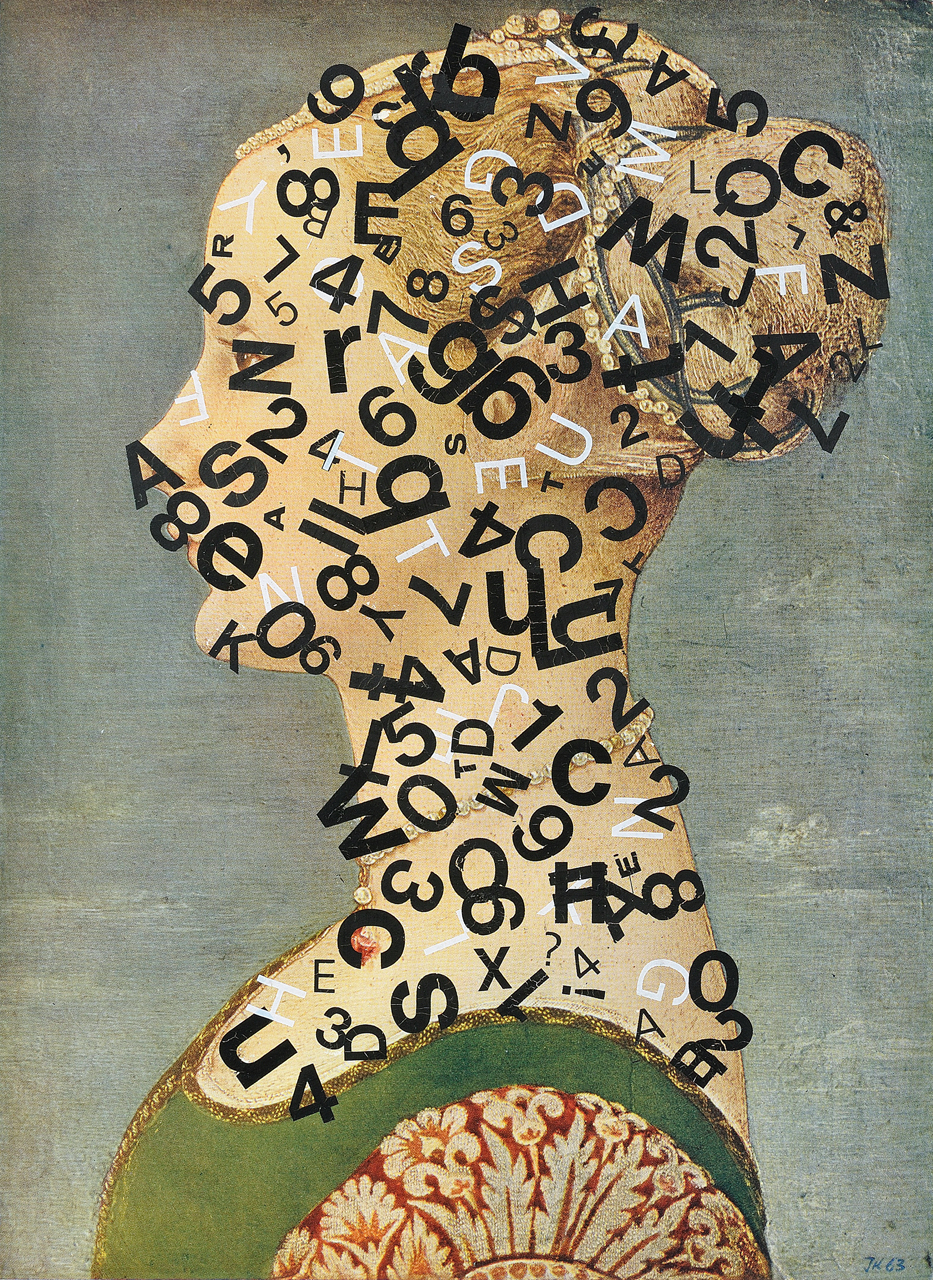
Jiří Kolář, Descriptive portrait (1963), collage
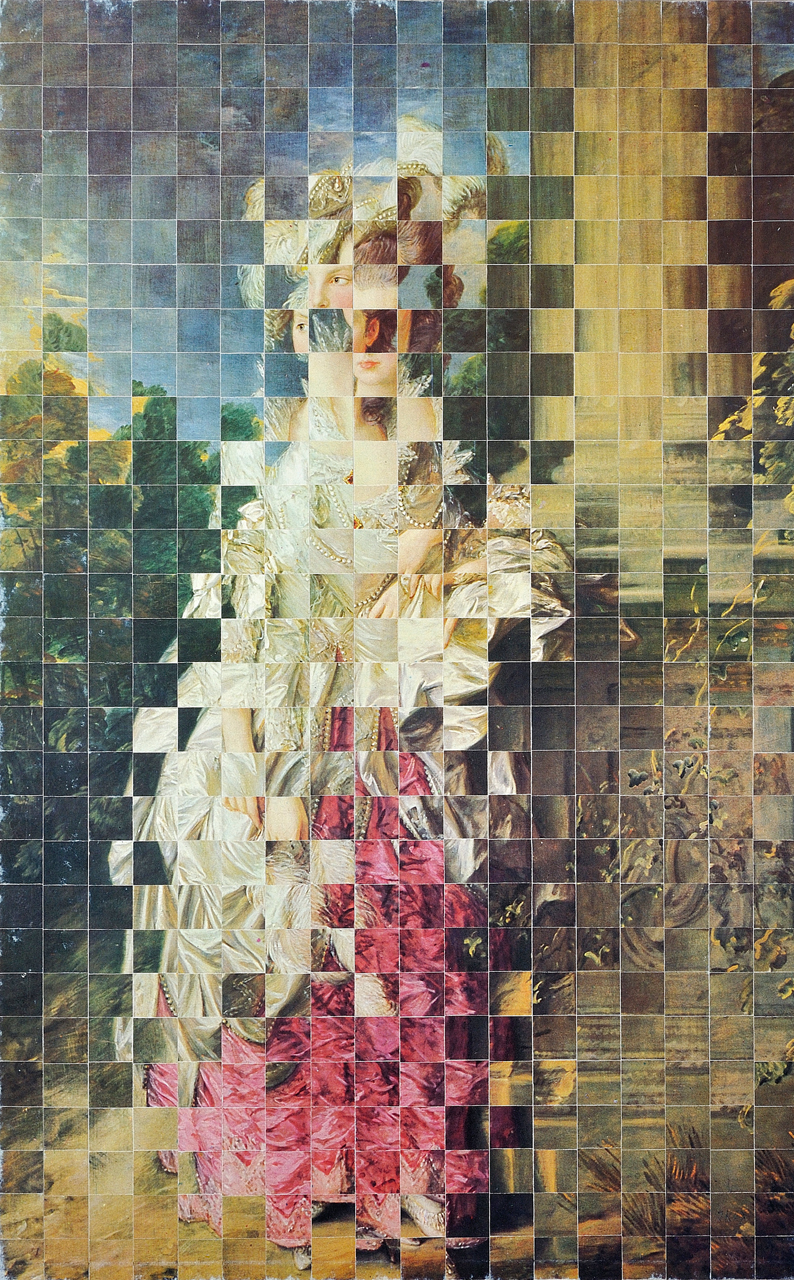
Jiří Kolář, Lady in love (1967), rollage-cubomania
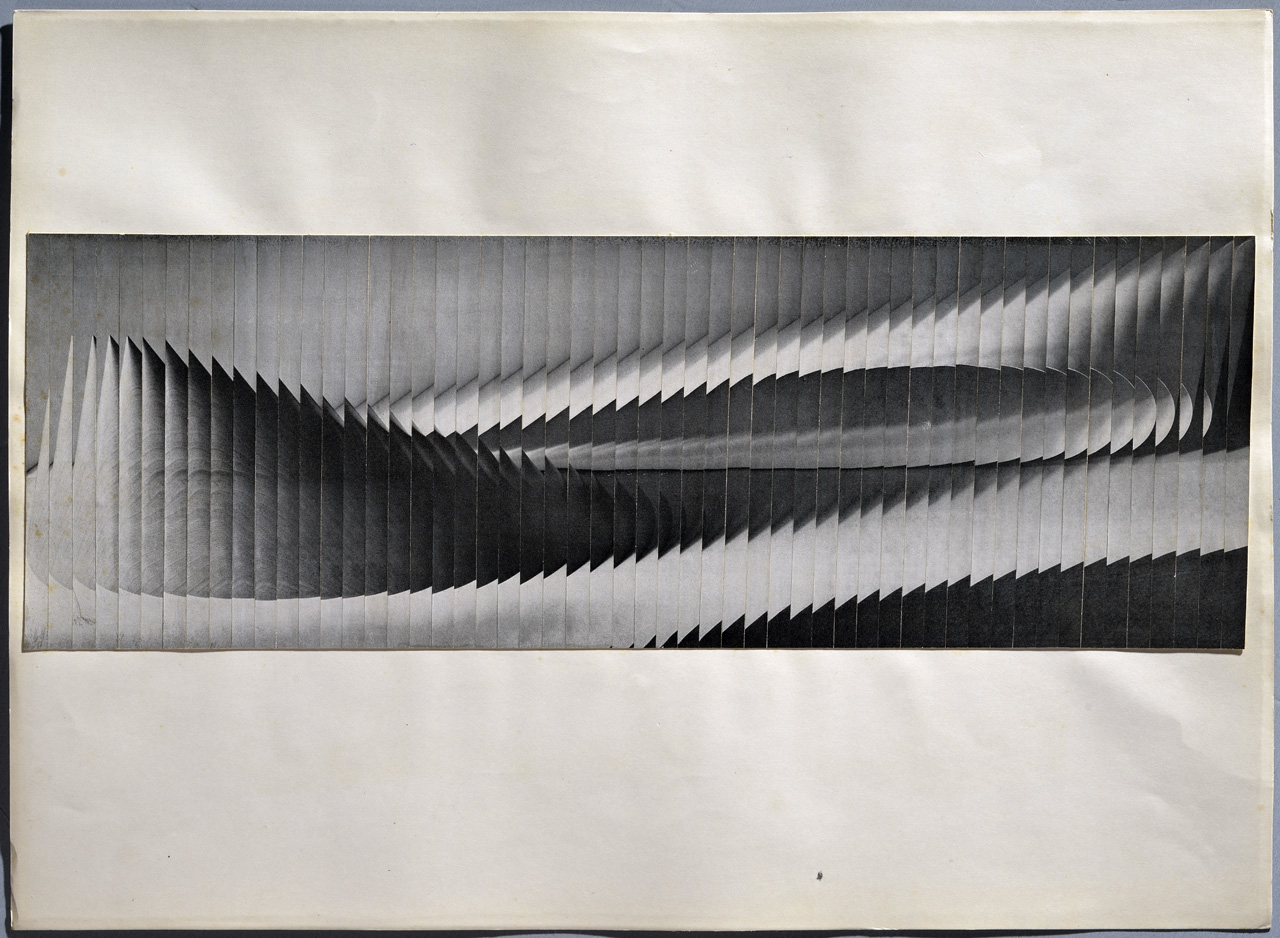
Jiří Kolář, No title (1959-1962), rollage
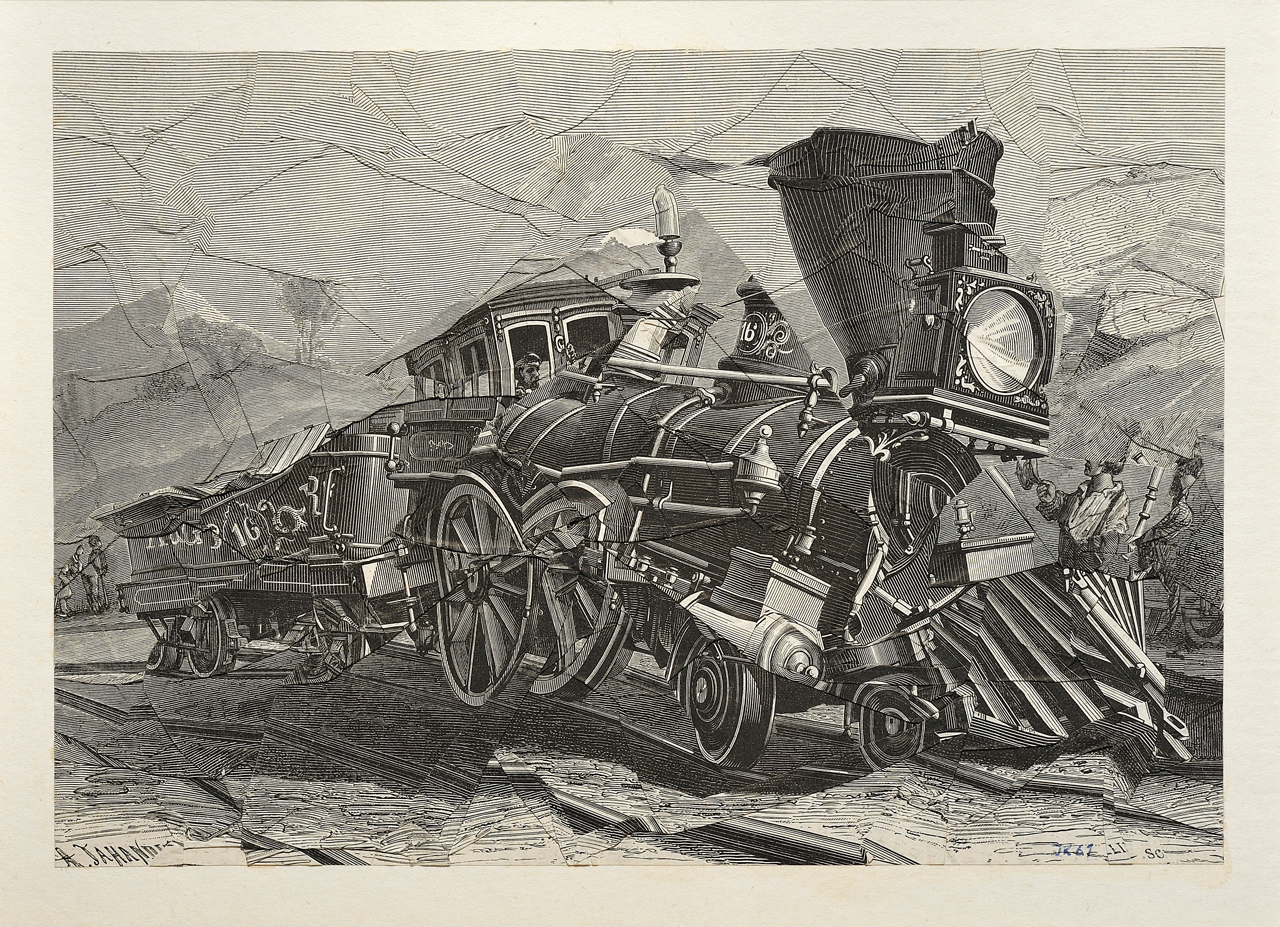
Jiří Kolář, Serve to Muse, at least once (1962), froissage
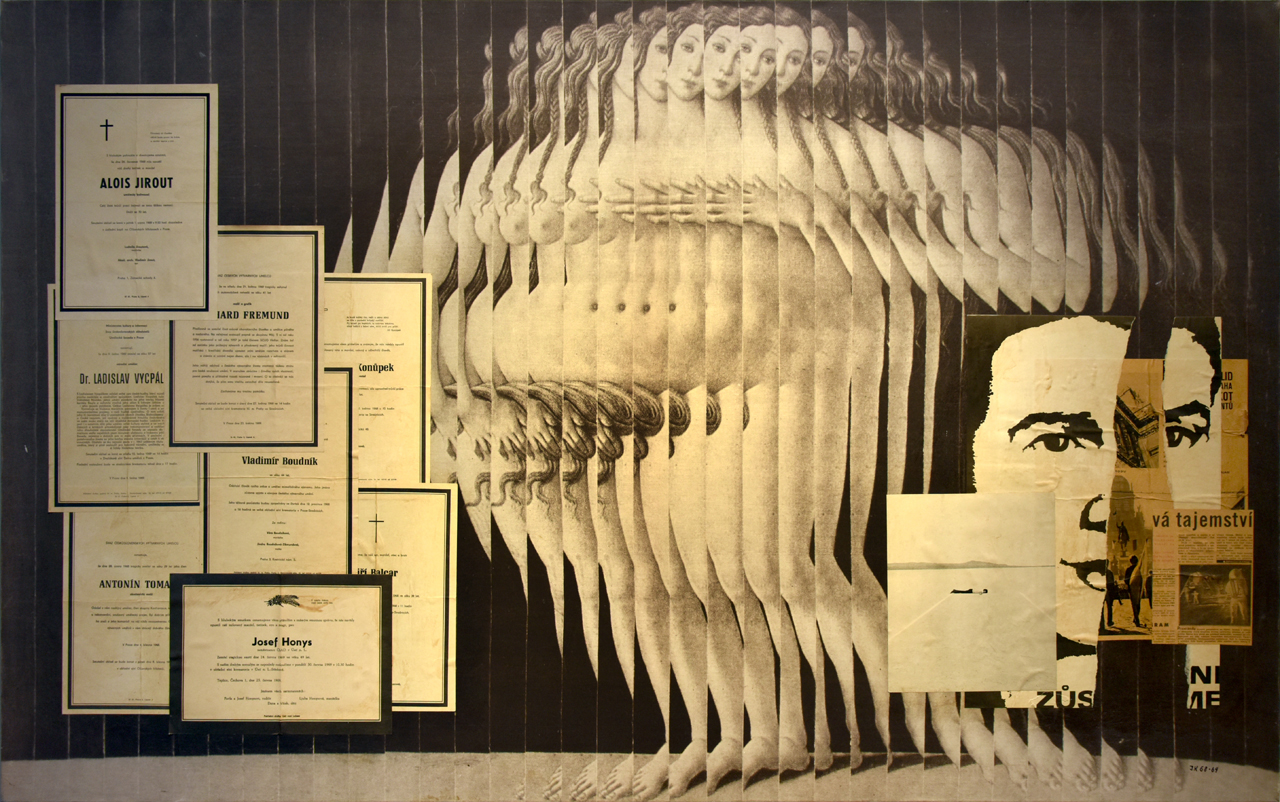
Jiří Kolář, Hommage to Jan Palach (1968-1969), rollage and collage
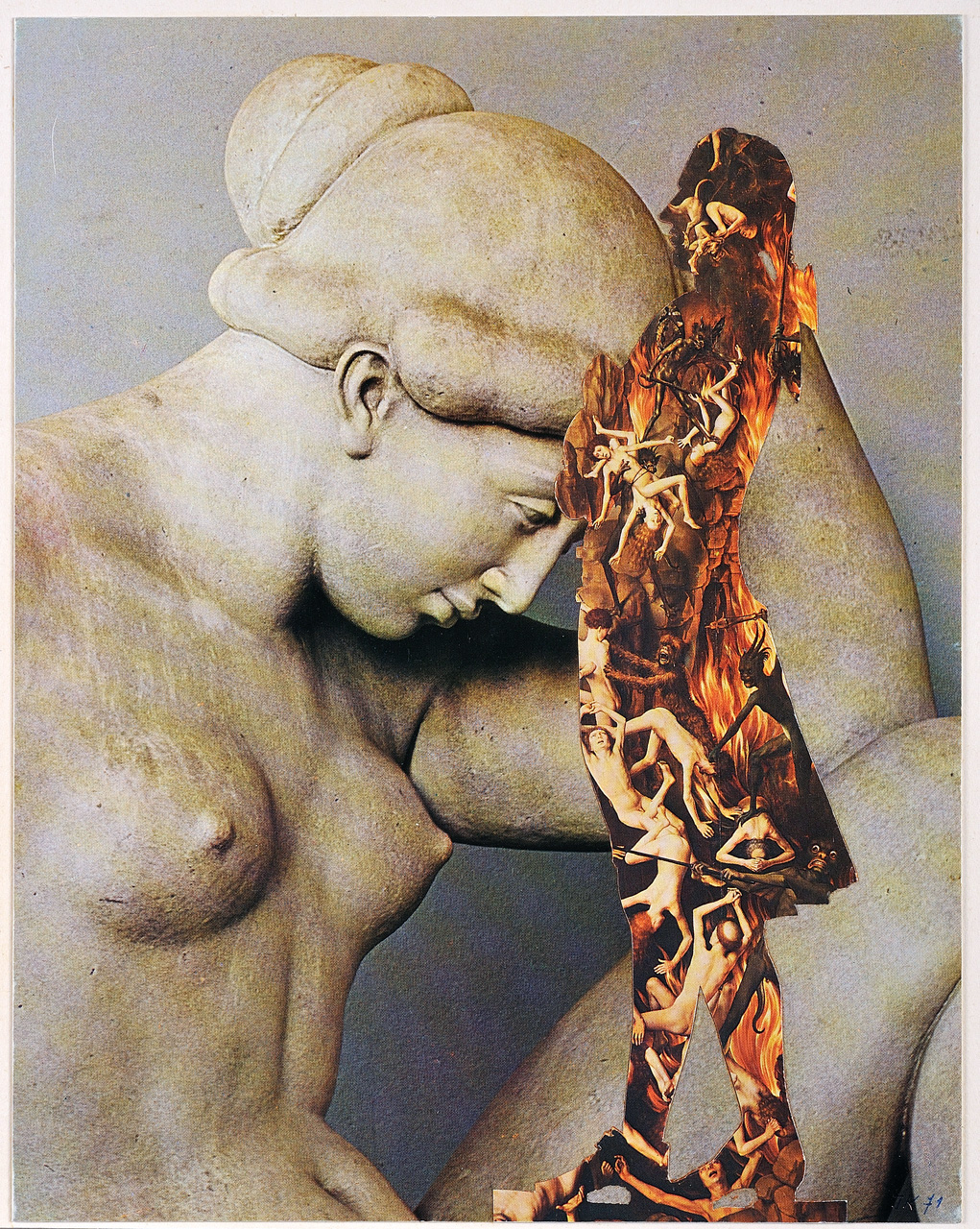
Jiří Kolář, Beautiful hell (1971), prollage
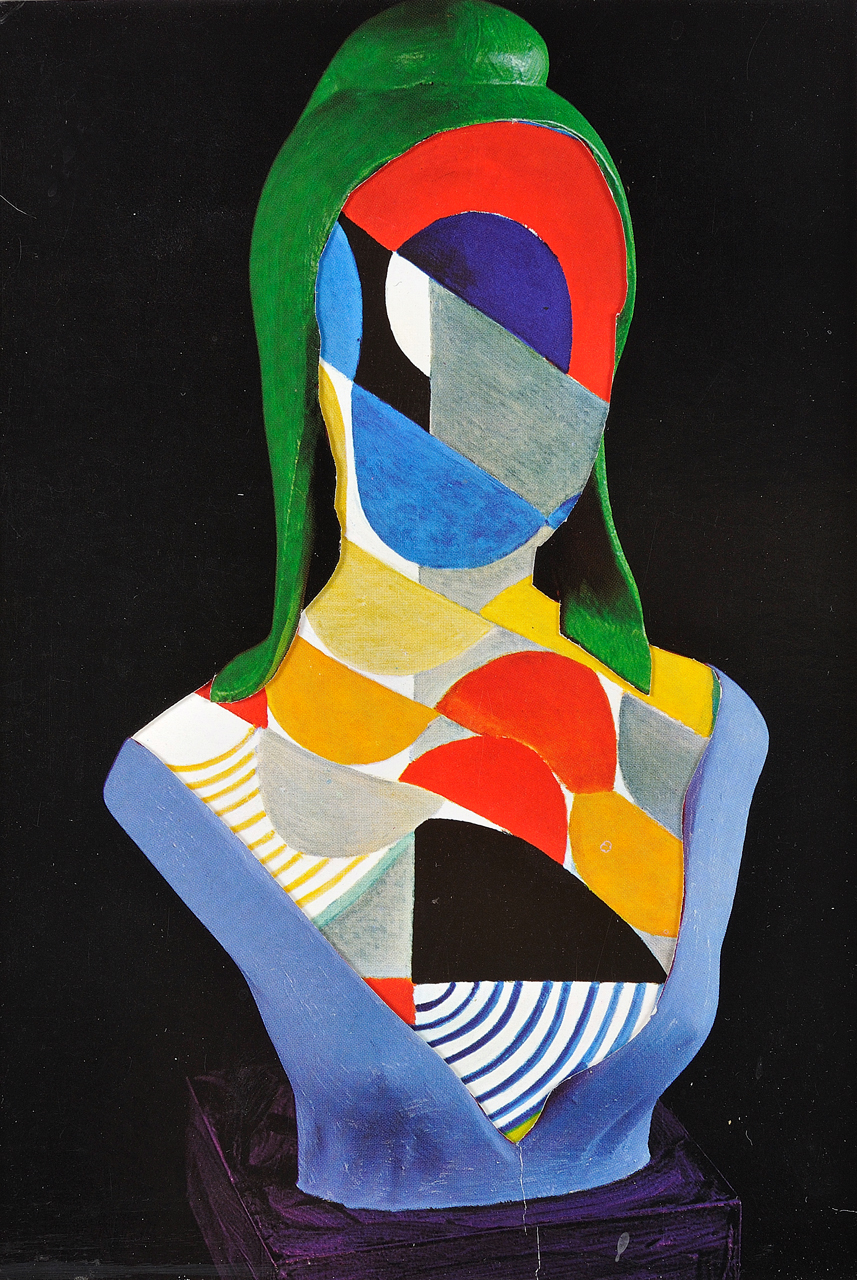
Jiří Kolář, P.F. 89 (1988), intercollage
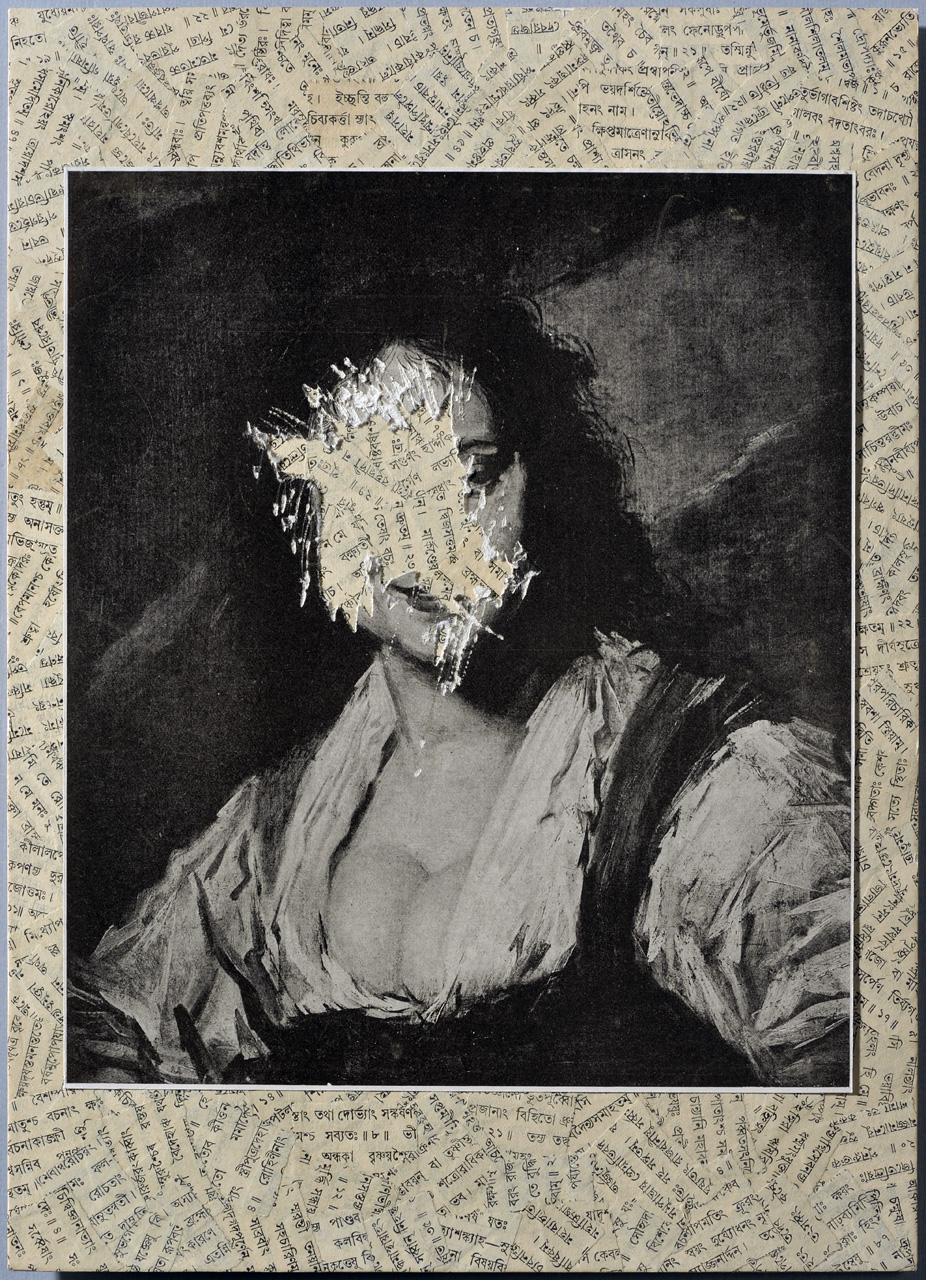
Jiří Kolář, No title (1965), scratched collage and chiasmage
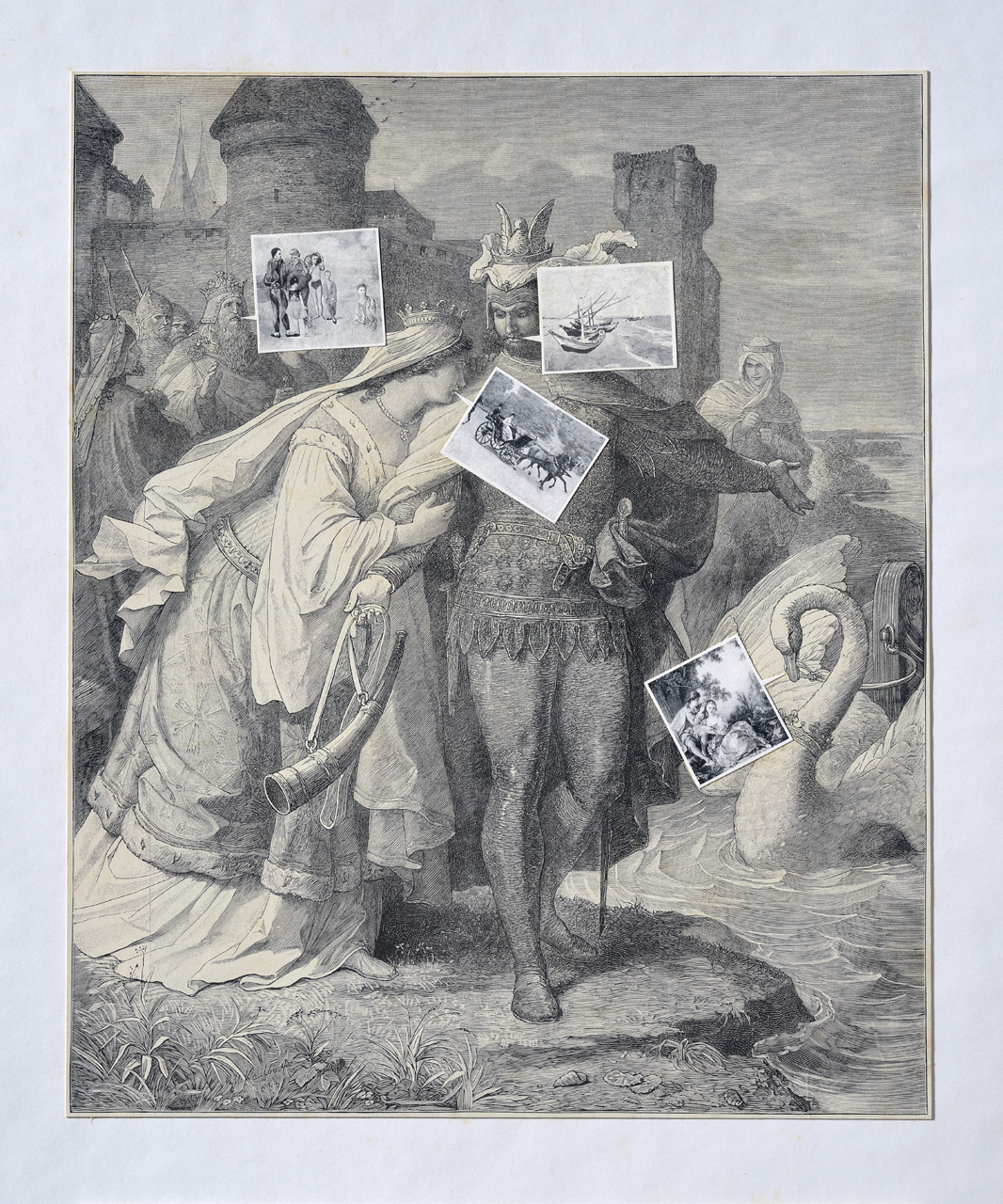
Jiří Kolář, Lohengrin, comics (1964), collage
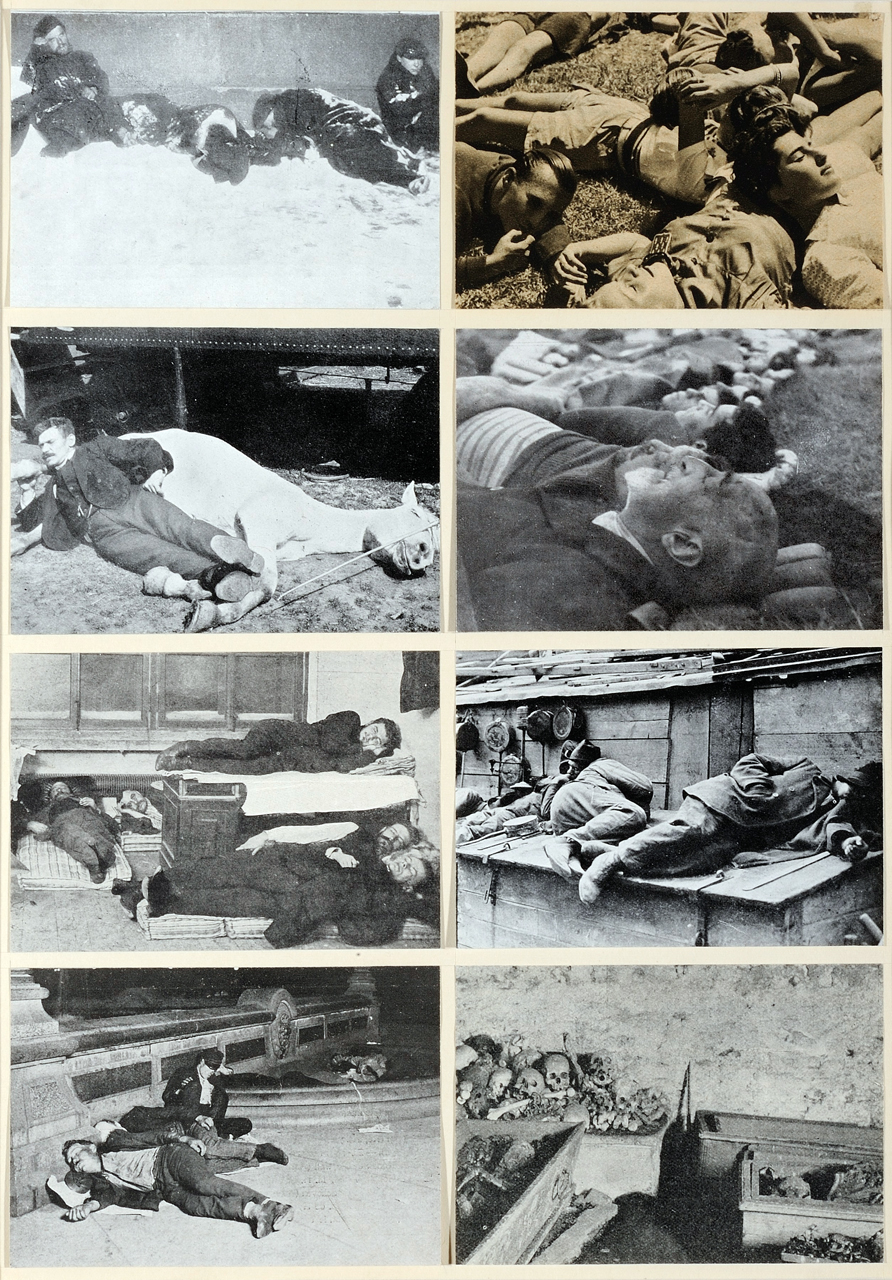
Jiří Kolář, Sleepers (1952), confrontage
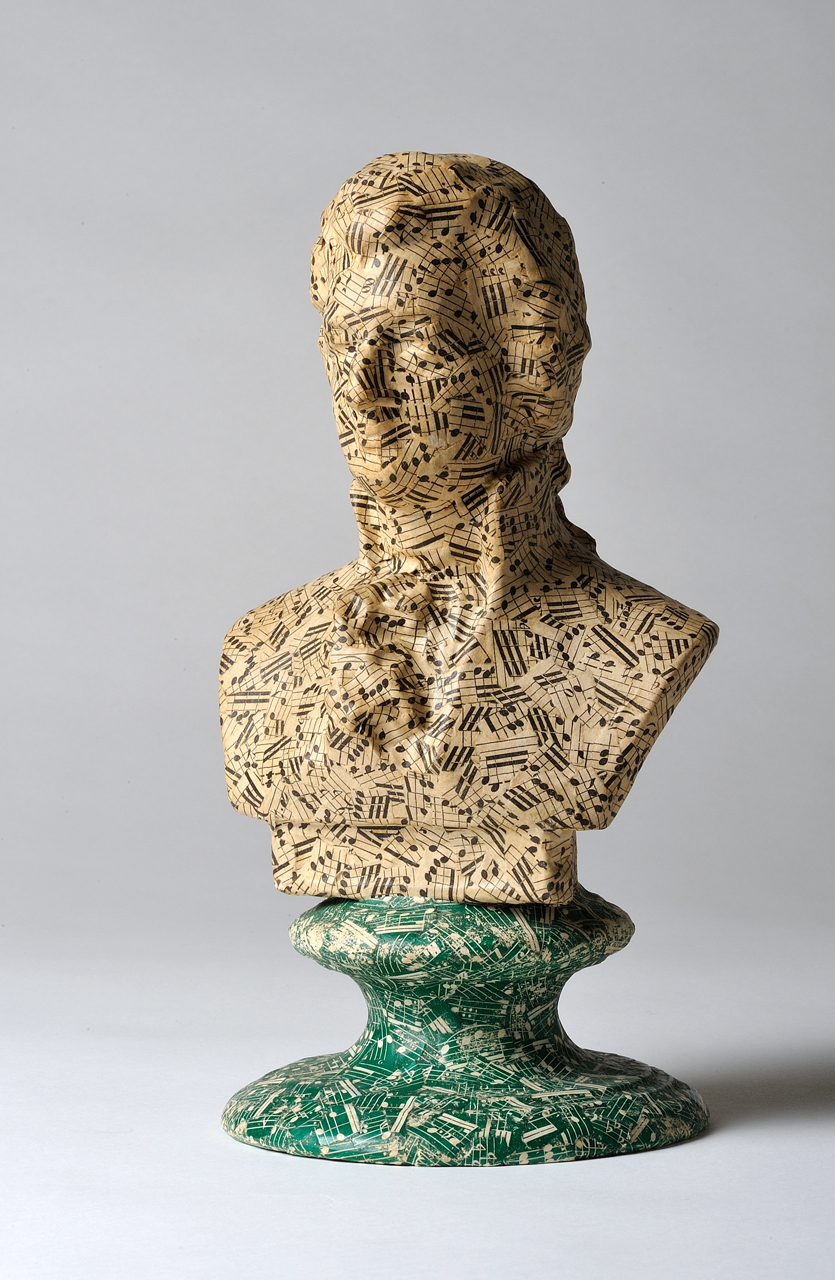
Jiří Kolář, W.A. Mozart (60s), chiasmage, collaged object
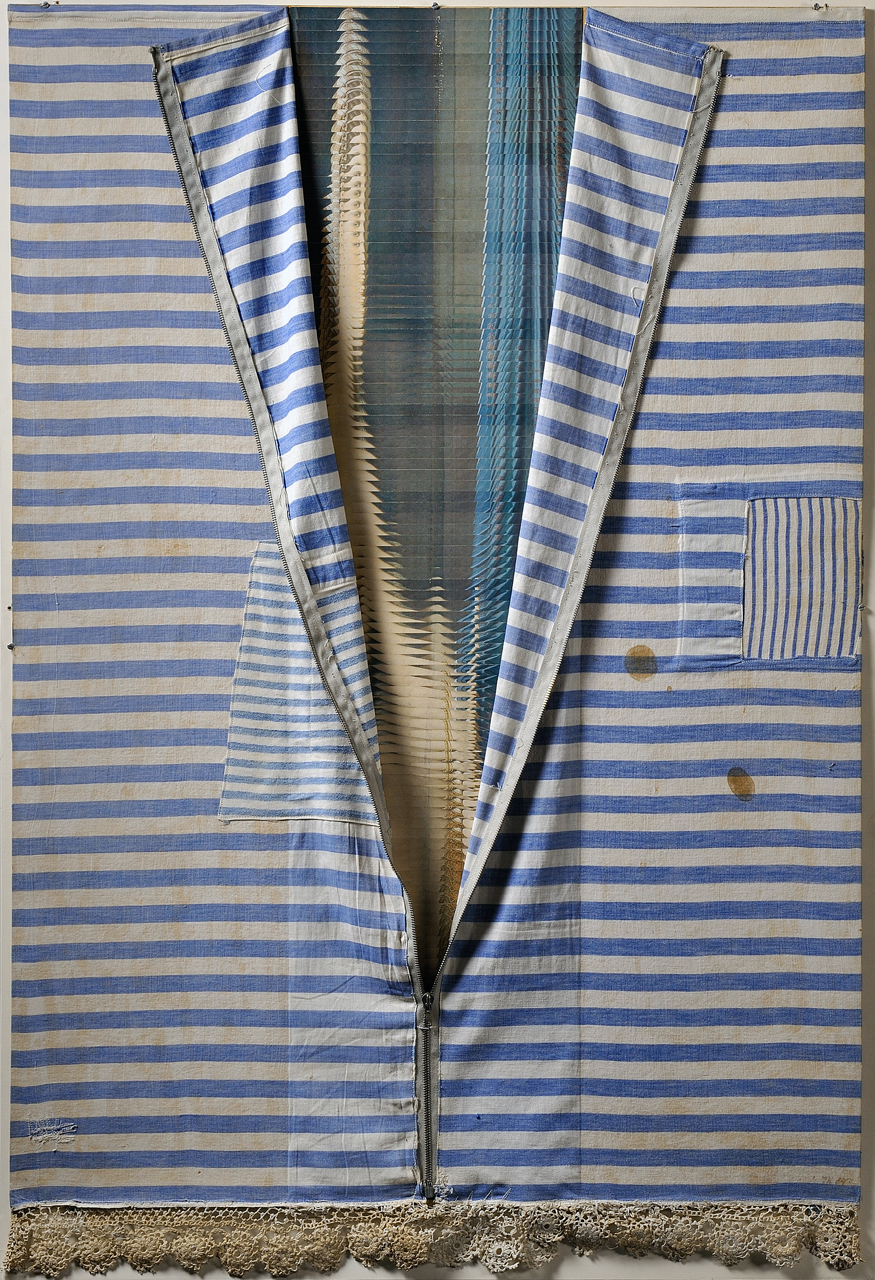
Jiří Kolář, Odalisque (1964), unzipped collage, rollage

## Nagrody (wybór)
- 1967 Nagroda Związku Pisarzy Czechosłowackich
- 1969 Nagroda Biennale w São Paulo
- 1971 Gottfried Herder Preis
- 1992 Nagroda Jaroslava Seiferta

## Odznaczenia
- Order Tomáša Garrigue Masaryka II Klasy – CSRF, 1991[1][2]

## Recepcja polska
W 2010 nakładem wrocławskiej Oficyny Wydawniczej ATUT ukazał się obszerny wybór utworów poetyckich Kolářa: Sposób użycia i inne wiersze (wybrał, przełożył i posłowiem opatrzył Leszek Engelking). Wcześniej duży blok jego poezji ukazał się w antologii Engelkinga Maść przeciw poezji (Wrocław 2008). W 2012 nakładem MOCAK-Muzeum Sztuki Współczesnej w Krakowie ukazało się tłumaczenie jednego z Kolářowskich dzienników: Naoczny świadek. Dziennik z 1949 roku, przełożyła Renata Putzlacher-Buchtová. Poza tym utwory poety tłumaczyli na język polski Joanna Goszczyńska, Andrzej S. Jagodziński i Zbigniew Machej, przekłady te publikowano m.in. na łamach Literatury na Świecie. Wystawa prac plastycznych czeskiego twórcy odbyła się w Polsce w Muzeum Górnośląskim w Bytomiu. Trwała od listopada 2005 do stycznia 2006. Sześć lat później w Krakowie przygotowano kolejną wystawę dzieł plastycznych Kolářa zatytułowaną Kolaż z łasiczką (MOCAK, otwarcie: 18.10.2012, kurator wystawy: Maria Anna Potocka, koordynator wystawy: Katarzyna Wąs).

## Literatura
- Michel Butor, Jindřich Chalupecký, Jiří Padrta, Jiří Kolář, Zirndorf 1979
- Miroslav Lamač, Jiří Kolář, Praha 1970
- Miroslav Lamač, Dietrich Mahlow, Jiří Kolář, Köln 1968
- Raoul-Jean Moulin, Jiří Kolář, Paris 1973
- Vladimír Karfík, Jiří Kolář, Praha 1994
- Jiří Kolář, ed. Milada Motlová, Praha 1993
- Eva Neumannová, Poezja bez słów, przeł. Józef Zarek. (W katalogu wystawy:) Jiří Kolář. Prace z kolekcji Jana i Medy Mladków, Muzeum Górnośląskie, Bytom 2005
- Příbĕhy Jiřího Koláře, red. Vladimír Karfík, Praha 1999
- Szymon Bojko, Poetyckie kolaże Kolara. ”Ty i ja” 1972, nr 4
- Leszek Engelking, Słowo i milczenie Jiříego Kolářa. ”Literatura na Świecie” 1994, nr 9
- Leszek Engelking, Stolarz z Kladna. Droga życiowa i twórcza Jiříego Kolářa. (W:) Twórczość w godzinach nadliczbowych. Między sztuką a biografią, pod red. Daniela Kalinowskiego, Słupsk 2004
- Leszek Engelking, Tekst cudzy, tekst własny. ”Czas Kultury” 1999, nr 2
- Leszek Engelking, Posłowie [do:] Jiří Kolář – Sposób użycia i inne wiersze, wybrał, przełożył i posłowiem opatrzył Leszek Engelking, Wrocław 2010